# Turkmenportal
Туркменпортал (Türkmenportal) — туркменський інформаційно-сервісний інтернет-портал російською, туркменською та англійською мовами. Перший недержавний новинний вебсайт в Туркменістані, штаб-квартира розташована в Ашгабаті. Тематика охоплює політику, бізнес, розваги, технології, спосіб життя, культуру і спорт. Найбільш відвідуваний інформаційний ресурс туркменського Інтернету, який не має аналогів в своїй категорії в країні та динамічно розвивається.[джерело?]

## Історія
Туркменпортал був створений в 2011 році. Сайт офіційно запущений в країні у 2014 році. За даними Alexa, 71 % відвідувачів сайту є резидентами Туркменістану і 29 % є іноземними читачами.
Сайт бере участь в партнерській програмі з міжнародними компаніями «Яндекс Новини» і «Google Новини». Великі ЗМІ регулярно обмінюються і використовують інформацію з Туркменпорталу, в тому числі інформаційні ресурси з Росії, Туреччини, Хорватії, Азербайджану, Казахстану, Киргизстану, Узбекистану та інших країн.
Англійська версія відкрита в 2019 році.
У липні 2019 вперше представник Туркменпортала взяв участь в 21-й Конференції ОБСЄ з питань свободи ЗМІ в Центральній Азії в Бішкеку, Киргизстан.

## Концепція
Редація Туркменпорталу постійно робить фоторепортажі, а також відеорепортажі (в тому числі на каналі YouTube). Сайт також відомий своїми редакційними статтями, колонками і інтерв'ю з туркменськими та закордонними політиками, відомими людьми шоубізнесу і спорту.

### Спорт
Російське і туркменська версія сайту охоплює теми багатьох видів спорту, включаючи футбол, баскетбол, олімпійські види спорту, боротьбу, бокс, волейбол, дзюдо, шахи, паверліфтинг, карате, а також такі заходи, як Чемпіонат світу з футболу, Кубок АФК, Кубок Азії, Олімпійські ігри, Азійські ігри, чемпіонат світу з важкої атлетики та багато інших.